# Adairsville
Adairsville é uma cidade localizada no estado americano de Geórgia, no Condado de Bartow.

## Demografia
Segundo o censo americano de 2000, a sua população era de 2542 habitantes.
Em 2006, foi estimada uma população de 3150, um aumento de 608 (23.9%).

## Geografia
De acordo com o United States Census Bureau tem uma área de
16,0 km², dos quais 16,0 km² cobertos por terra e 0,0 km² cobertos por água. Adairsville localiza-se a aproximadamente 244 m acima do nível do mar.

## Localidades na vizinhança
O diagrama seguinte representa as localidades num raio de 24 km ao redor de Adairsville.